# Lou Savarese
Lou Savarese (New York, 14 luglio 1965) è un ex pugile statunitense di origine italiana.

## Biografia
Divenuto padre di Ciro Savarese nella primavera 2000, vanta ascendenze italiane in quanto un nonno proveniva da Sorrento (comune appartenente alla provincia napoletana).

## Carriera
A contraddistinguerne una carriera professionistica avviata nel 1989 furono le 35 vittorie consecutive — 29 delle quali giunte prima del limite — ottenute sino al 1º novembre 1996, data in cui s'aggiudicò il titolo mondiale in versione IBF sconfiggendo per KO tecnico Buster Mathis jr. Conobbe la prima battuta d'arresto nel successivo match, tenutosi contro George Foreman il 26 aprile 1997: battuto ai punti dal quarantottenne avversario, fallì dunque l'assalto alla cintura WBU nonché al campionato lineare.
Il 25 giugno 1998 incrociò i guantoni con James Bouster Douglas, trionfando alla prima ripresa per knock-out e facendo suo il titolo messo in palio dalla IBA. Opponente di Mike Tyson per un'esibizione inizialmente fissata a Milano nella primavera 2000, affrontò invece lo statunitense — il quale aveva ottenuto un rinvio dell'evento — a Glasgow il 24 giugno 2000, perdendo in appena 38".
Rientrato in possesso di una cintura IBA divenuta frattanto vacante a scapito di David Bostice il 2 novembre 2001, il 22 settembre 2002 ebbe ragione di Tim Witherspoon conquistando il titolo nordamericano patrocinato dalla WBO: quest'ultimo riconoscimento gli fu sottratto da Kirk Johnson già alla prima difesa (15 marzo 2003) mentre il 7 maggio 2004 venne spodestato da Leo Nolan circa l'IBA. Sostenne il suo ultimo incontro a quasi 42 anni, cedendo a Holyfield il 30 giugno 2007.

## Dopo il ritiro
In aggiunta ad apparizioni televisive e cinematografiche — tra le quali spicca l'interpretazione di Max Baer in un documentario relativo alla storia di James J. Braddock — ha intrapreso una breve attività nelle arti marziali miste, debuttandovi nel giugno 2013.